# Mijaíl Orlov
Mijaíl Orlov (Rusia, 25 de junio de 1967) es un atleta ruso retirado especializado en la prueba de 5 km marcha, en la que consiguió ser medallista de bronce mundial en pista cubierta en 1993.

## Carrera deportiva
En el Campeonato Mundial de Atletismo en Pista Cubierta de 1993 ganó la medalla de bronce en los 5 km marcha, llegando en un tiempo de 18:43.48 segundos, tras el también ruso Mikhail Shchennikov y el polaco Robert Korzeniowski.